# Municipio de Coloma (Míchigan)
El municipio de Coloma (en inglés: Coloma Township) es un municipio ubicado en el condado de Berrien en el estado estadounidense de Míchigan. En el año 2010 tenía una población de 5020 habitantes y una densidad poblacional de 101,58 personas por km².

## Geografía
El municipio de Coloma se encuentra ubicado en las coordenadas 42°12′28″N 86°18′21″O / 42.20778, -86.30583. Según la Oficina del Censo de los Estados Unidos, el municipio tiene una superficie total de 49.42 km², de la cual 46.54 km² corresponden a tierra firme y (5.82%) 2.88 km² es agua.

## Demografía
Según el censo de 2010, había 5020 personas residiendo en el municipio de Coloma. La densidad de población era de 101,58 hab./km². De los 5020 habitantes, el municipio de Coloma estaba compuesto por el 93.65% blancos, el 1.18% eran afroamericanos, el 0.64% eran amerindios, el 0.46% eran asiáticos, el 0.06% eran isleños del Pacífico, el 2.19% eran de otras razas y el 1.83% pertenecían a dos o más razas. Del total de la población el 4.16% eran hispanos o latinos de cualquier raza.